# 달성군·고령군·성주군
달성군·고령군·성주군은 대한민국의 옛 국회의원 선거구이다. 당시 경상북도 달성군, 고령군, 성주군 지역을 관할했다.

## 역사
제11대 국회의원 선거를 앞두고 달성군·경산군·고령군 선거구에서 달성군과 고령군 지역과 구미시·군위군·성주군·선산군·칠곡군 선거구에서 성주군 지역이 하나의 선거구를 형성하게 되면서 신설되었다.
1985년 7월, 월배읍이 대구직할시 남구에, 성서읍이 대구직할시 서구에, 공산면이 대구직할시 동구에 각각 편입되었다. 이에 제12대 국회의원 선거를 앞두고 해당 지역이 남구·수성구, 동구·북구, 중구·서구 선거구로 각각 편입되었다.
제13대 국회의원 선거를 앞두고 달성군·고령군·성주군 선거구에서 달성군과 고령군은 달성군·고령군 선거구를 이루게 되고 성주군은 칠곡군과 합쳐져 성주군·칠곡군 선거구를 이루게 되면서 폐지되었다.

## 역대 국회의원
| 선거   | 정당 | 정당       | 1위 의원 | 정당 | 정당       | 2위 의원 |
| ------ | ---- | ---------- | -------- | ---- | ---------- | -------- |
| 1981년 |      | 무소속     | 이용택   |      | 민주정의당 | 김종기   |
| 1985년 |      | 민주정의당 | 김종기   |      | 무소속     | 이용택   |

## 역대 선거 결과

### 대한민국 제11대 국회의원 선거
|  | 30.54% |

|  | 29.32% |

|  | 24.36% |

|  | 6.33% |

|  | 6.30% |

|  | 3.11% |

### 대한민국 제12대 국회의원 선거
|  | 40.77% |

|  | 27.37% |

|  | 24.71% |

|  | 7.13% |